# Boris Klimek
Boris Klimek (* 1984 v Martině, Turiec) je slovenský a český produktový designér.

## Kariéra
Od roku 2000 až 2004 navštěvoval „Školu úžitkového výtvarníctva Josefa Vydry“ (ŠUV) v Bratislavě. V letech 2004 až 2010 studoval ve zlínských ateliérech Vysoké školy uměleckoprůmyslové (VŠUP) v Praze. Jako student absolvoval také několik stáží, například na Sheffield Hallam University v Sheffieldu ve Velké Británii, na Vysoké škole výtvarných umění v Bratislavě nebo v pražském Ateliéru produktového designu Olgoj Chorchoj vedeného na Libeňském ostrově Michalem Froňkem a Janem Němečkem.
Za svou práci získal řadu ocenění. V současné době tvoří v Praze, kde se zaměřuje na produktový a interiérový design. Ve svém díle usiluje o hledání konceptuálních přesahů, her a příběhů. Jeho produkty jsou jak funkční, tak velmi poetické, hravé a schopné podnítit emoce i představivost.
Jeho projekty byly publikovány po celém světě v časopisech, jako je Elle decor, Elle decoration, Design & Home, Design Magazin, ICE Magazine, Domov, Cosmopolitan, Designum, Atrium, Exteriér-Interiér, H.O.M.i.E., Workshop a Rezidence.

## Výstavy a ceny
výběr
- 2006: Mladý podzim – 2. místo
- 2006: Cenu katedry designu VŠUP Praha za přínos katedré designu
- 2007: Freestanding bath / Ideal standard (Anglie) – 1. místo
- 2008: The Design-project (Německo) – 2. místo
- 2009: LG-Himacs Design Competition (SK) – 1. místo a postup do EU final
- 2009: Intel MID – Bratislava (SK), návrh kapesního komunikátoru – 1. místo[6]
- 2010: Cena katedry designu VŠUP Praha za nejlepší diplomovou práci
- 2011: Elle Deco International Design Award 2010 (CZ) – Designér roku v diváckých hlasováních
- 2011: Elle Deco International Design Award 2010 (CZ) – Talent roku
- 2012: Elle Deco International Design Award 2011 (CZ) – Cena v kategorii: Mladý designérský talent[7]
- 2012: Top Light (CZ) – Zvláštní cena za svítilny Memory[8]
- 2012: Czech Grand Design 2011 – Nominace na designéra roku za svítilny Memory
- 2013: Nábytek roku 2013 (CZ) – pohovka Element oceněna Asociací českých nábytkárů
- 2013: Výstava Keep it Glassy Exibition v Šanghaji (Čína)[9]
- 2013: German Design Award 2014 (Německo) – Nominace svítilny Memory
- 2013: Elle Deco Internation Design Award 2013 (CZ) – kolekce Frame; nejlepší koupelna[10]
- 2013: Výstava CISAL Booth – Cersaie 2013 v Bologni[11]
- 2014: Nábytek roku 2014 (CZ) – Kolekce Bunker oceněna Asociací českých nábytkářů[12]
- 2015: Art Directors Club Czech Creative Award 2015 – Kolekce Bunker získala stříbro[13]
- 2015: Výstava Generace můžeš ve Zlínském zámku [14]